# Muzeum Uniwersytetu Opolskiego

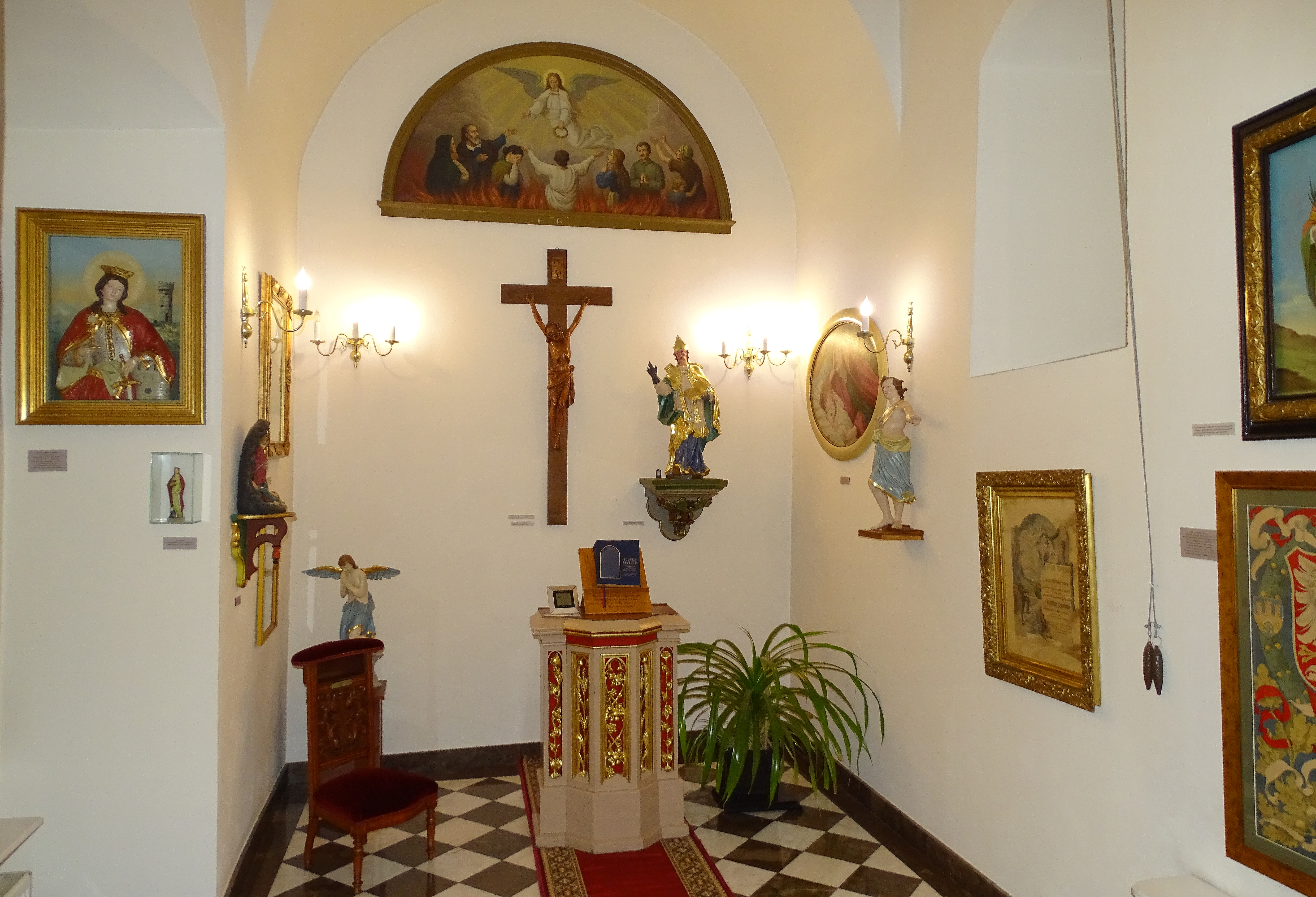
Kaplica św. Wojciecha, obecnie część Muzeum Uniwersytetu Opolskiego

Muzeum Uniwersytetu Opolskiego – placówka muzealna gromadząca zbiory dotyczące historii i działalności Uniwersytetu Opolskiego i wyższych uczelni opolskich, z których go utworzono.
Powstała dzięki inicjatywie ówczesnego rektora Uniwersytetu Opolskiego prof. Stanisława Nicieji. Od dnia inauguracji, 10 marca 2014, ma siedzibę w Collegium Maius Uniwersytetu Opolskiego. Celem muzeum jest gromadzenie zbiorów dotyczących historii i działalności Uniwersytetu Opolskiego i wyższych uczelni opolskich, z których go utworzono (Wyższej Szkoły Pedagogicznej w Opolu i opolskiej filii Katolickiego Uniwersytetu Lubelskiego). Ponadto ma ono organizować wystawy i wykłady nt. kultury, nauki i sztuki. 
Muzeum posiada pięć sal ekspozycyjnych, w których wystawia zarówno zbiory własne, jak i depozyty z innych placówek, ponadto w jego skład wchodzi kaplica pw. św. Wojciecha z XIV w. (wielokrotnie przebudowywana, z wystrojem powojennym) . W 2021 roku kolekcja muzeum obejmowała ok. 1000 eksponatów.

## Zarząd
Pierwszym kierownikiem muzeum, od momentu powstania do 2018 roku była dr Wanda Matwiejczuk. Po niej zarząd objęła Katarzyna Mazur-Kulesza